# Günther Merk
Günther Friedrich Wilhelm Merk, född 14 mars 1888 i Münsterberg, död i januari 1947, var en tysk promoverad jurist, SS-Brigadeführer och generalmajor i Ordnungspolizei. Under andra världskriget var han bland annat kommendör för Ordnungspolizei i distriktet Krakau i Generalguvernementet.

## Biografi
Från 1942 till 1943 var Merk verksam vid Hauptamt Ordnungspolizei. I september 1943 efterträdde han Hans Haltermann som SS- och polischef i Charkow i det av Tyskland ockuperade Ukraina. Från den 18 oktober 1943 till den 1 april 1944 beklädde Merk posten som befälhavare för Schutzpolizei i distriktet Krakau i Generalguvernementet. Från december 1944 till januari 1945 var han befälhavare för Ordnungspolizei i samma ämbetsområde.
I februari 1945 greps Merk av sovjetiska trupper och blev krigsfånge. Han var bland annat internerad i Läger 280 i Stalino och i Butyrkafängelset i Moskva. I november 1946 dömdes Merk till döden av en militärdomstol i Charkow och avrättades i januari påföljande år.